# Хлистово
Хлисто́во (рос. Хлыстово) — присілок у складі Люберецького міського округу Московської області, Росія.
Присілок відомий тим, що складається всього з одного приватного будинку та навколобудинкової території і знаходиться в оточенні території смт Томіліно у мікрорайоні Хлистово.

## Населення
Населення — 3 особи (2010; 5 у 2002).
Національний склад (станом на 2002 рік):
- росіяни — 100 %